# Angelino Markenhorn
Angelino Gabriel Markenhorn (művésznevén: Angelino, Möllevången, 1998. február 15. – ) svéd énekes, a Melodifestivalen résztvevője 2022-ben és 2025-ben.

## Pályafutása
Markenhorn először 2022-ben vett részt a svéd eurovíziós válogatóműsorban. Ekkor a The End című dalt adta elő, melyet Julie Aagaarddal, Melanie Wehbével és Thomas Stengaarddal közösen szerzett. 2022. február 26-án a negyedik válogatóban szerepelt, ahol az ötödik helyen végzett, így nem folytathatta a versenyt.
A 2025. február 14-én rendezendő lengyel eurovíziós nemzeti döntőben fellépő Kuba Szmajkowski Pray című dalának is Markenhorn volt az egyik társszerzője.
2024. november 26-án jelentette be az SVT, hogy az énekes ismét bejutott a Jimmy "Joker" Thörnfeldt, Joy Deb, Linnea Deb és Tusse Chiza által szerzett versenydalával a Melodifestivalen következő évi mezőnyébe. A Teardrops című dalt a február 15-én rendezett harmadik elődöntőben adta elő Västeråsban, ahol az ötödik helyen végzett, így nem folytathatta a versenyt.

## Diszkográfia

### EP-k
- 2021: Livingroom Sessions

### Kislemezek
- 2021: Jessie’s Girl
- 2021: Stay
- 2021: Hurricane
- 2022: The End
- 2022: You Made Me Do
- 2023: Finally Home
- 2024: Athena
- 2025: Teardrops

### Közreműködések
- 2021: With or Without Me (Lucky Luke dala, Delaney Jane-nel közösen)